# 持續音 (音樂)
其他声部作各种和声进行的同时，在低音声部延续或重复的音叫做持续低音（英文pedal note、pedal point）。
持续音一般都出现在低音声部，如果出现在高音声部，则叫做持续高音（英文inverted pedal note）。
持续低音和持续高音统称持续音，但其中持续低音要远远比持续高音常见得多，因此有时持续低音也会被简称为持续音。

## 持续音的功能
持续音的功能是使低音声部成为一个单声部。
与两种主要的和弦功能——T和D——相对应，持续音也有两种基本的形式：
1. 由主和弦的根音形成的持续音，即主音持续音。
2. 由属和弦的根音形成的持续音，即属音持续音。

主持续音可以看做是主和弦的扩张和复杂化，属音持续音则是属和弦的扩张和复杂化。这种说法的根据是，持续音的功能与总的和声功能在两端，也就是持续音的开始处和结尾处，是完全一致的。